# Lanvellec
Lanvellec is een gemeente in het Franse departement Côtes-d'Armor (regio Bretagne) en telt 548 inwoners (2004). De plaats maakt deel uit van het arrondissement Lannion.

## Geografie
De oppervlakte van Lanvellec bedraagt 19,2 km², de bevolkingsdichtheid is 28,5 inwoners per km².
De onderstaande kaart toont de ligging van Lanvellec met de belangrijkste infrastructuur en aangrenzende gemeenten.

## Demografie
Onderstaande figuur toont het verloop van het inwonertal (bron: INSEE-tellingen).